# Arnara
Arnara település Olaszországban, Lazio régióban, Frosinone megyében. Lakosainak száma 2192 fő (2023. január 1.). Arnara Frosinone, Ripi, Ceccano, Pofi és Torrice községekkel határos.

## Népesség
A település népessége az elmúlt években az alábbi módon változott:
| Lakosok száma | 2302 | 2292 | 2192 |
|               | 2017 | 2018 | 2023 |